# Bomaanslagen in Jakarta op 17 juli 2009
Op vrijdag 17 juli 2009 ontploften bij het Ritz-Carlton en JW Marriott hotel in Jakarta, Indonesië diverse bommen. Er werd melding gemaakt van 9 doden en meer dan 50 gewonden, waaronder drie Nederlanders.
De twee explosies in het zakencentrum van Jakarta, vonden rond 19.50 lokale tijd (12.50 GMT) plaats. De explosievenopruimingsdienst heeft ook nog een niet-geëxplodeerde bom gevonden bij het JW Marriott hotel.

## Doden en gewonden
Onder de doden zijn zes buitenlanders. Het gaat om drie Australiërs, twee Nederlanders en om de Nieuw-Zeelander Tim Mackay, president directeur van PT Holcim Indonesia.
Ook zou, volgens het hoofd van een parlementaire commissie belast met veiligheidszaken, Theo Sambuaga, zich onder de negen doden een zelfmoordenaar bevinden.
Een politiewoordvoerder zei tegen The Jakarta Post dat er zes doden vielen in het Marriott Hotel en twee in het Ritz-Carlton. Een derde persoon overleed in een ziekenhuis.
Zestien buitenlanders zijn afgevoerd naar het Metropolitan Medical Centre in Jakarta voor behandeling.
Onder de gewonden zijn drie Nederlanders en burgers uit de Verenigde Staten, Italië, Zuid-Korea, Japan, Noorwegen, India, Australië en Groot-Brittannië.

## Daders
De politie bevestigde dat de aanslag is uitgevoerd door zelfmoordterroristen, die zich voordeden als gasten van het hotel. Een van de verdachten is Noordin Mohammed Top, volgens de politie de leider van een splintergroepering van de terreurbeweging Jemaah Islamiyah.

## Reacties
- Indonesië: De herkozen president Susilo Bambang Yudhoyono was: "diep geraakt door dit incident".[10]
- Het elftal van Manchester United zou een dag later verblijven in het Ritz Carlton hotel, om een vriendschappelijke wedstrijd te spelen. Dit werd echter afgeblazen.[11]
- Verenigde Staten: Minister van Buitenlandse Zaken Hillary Rodham Clinton veroordeelde de aanslag en deelde mee dat de Verenigde Staten bereid is om hulp te verlenen als een verzoek hiervoor door de Indonesische overheid wordt ingediend.[12]

## Aanslag op het Marriott in 2003
Het JW Marriott in Jakarta was in augustus 2003 ook het doelwit van een terreuraanslag. Daarbij kwamen twaalf mensen om het leven.
Die aanslag was gepleegd door terreurbeweging Jemaah Islamiyah.